# Menhir

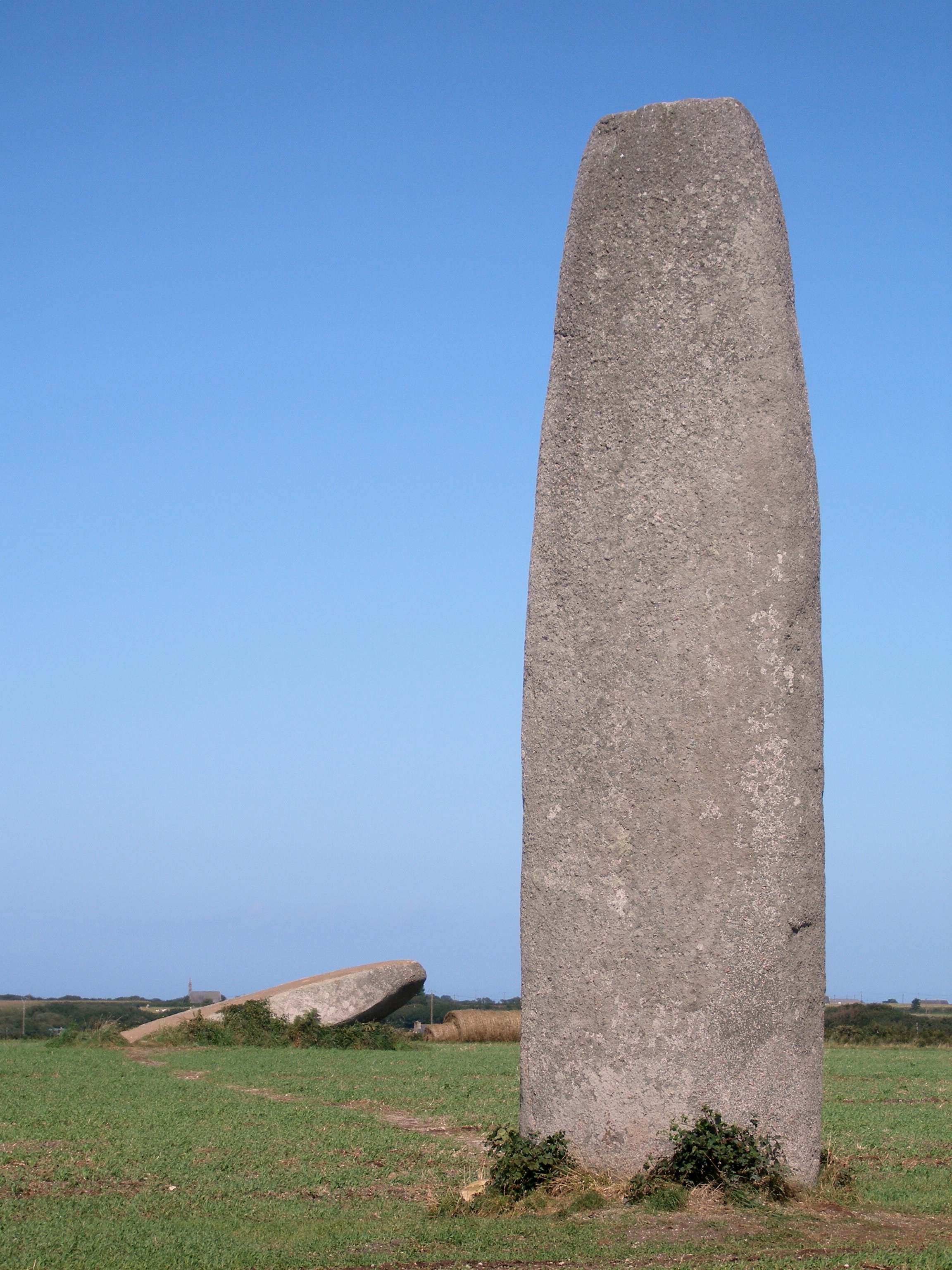
Twee menhirs in Bretagne, 11 en 9 meter lang

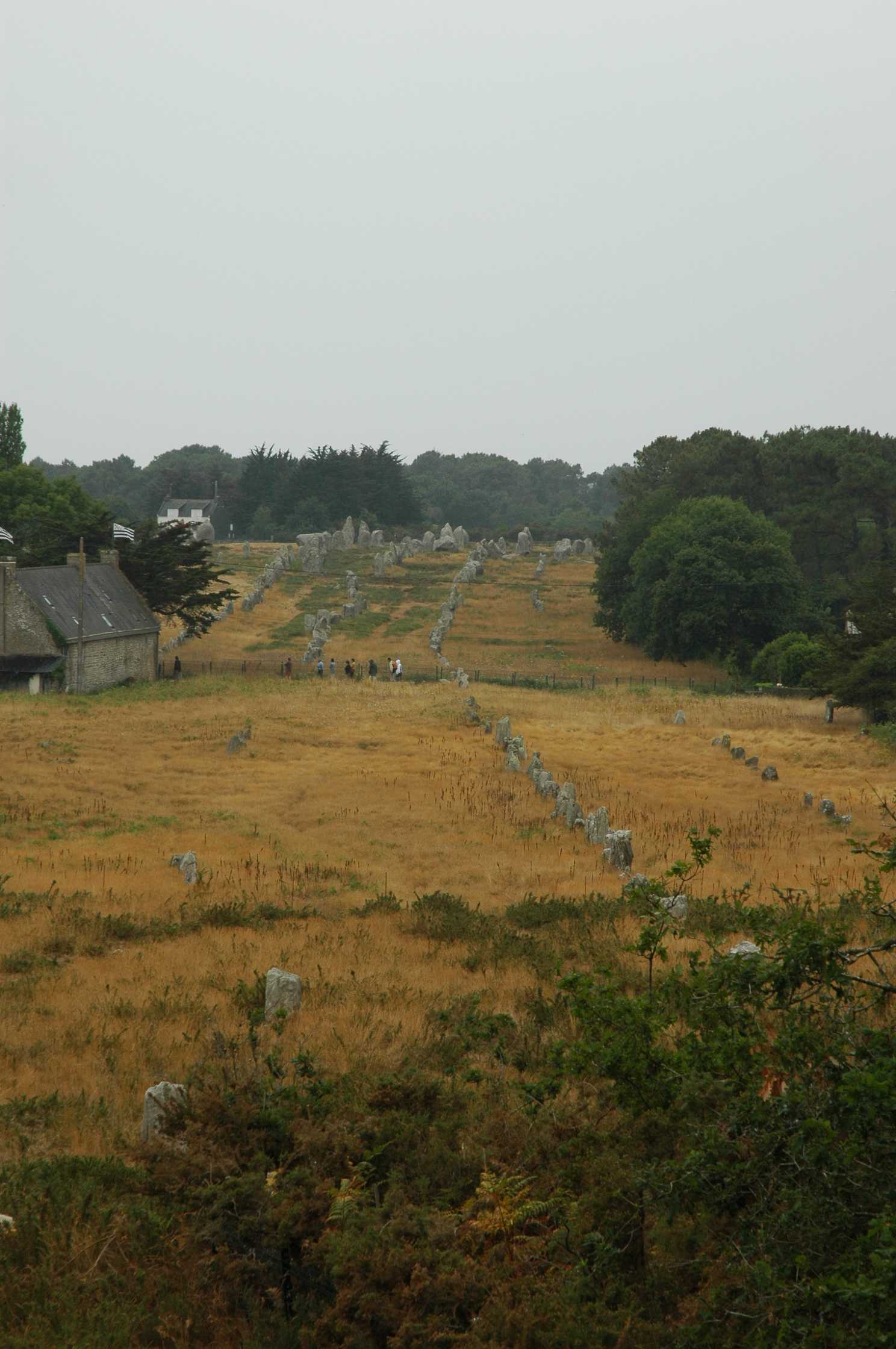
Megalietenrijen bij Carnac, Frankrijk

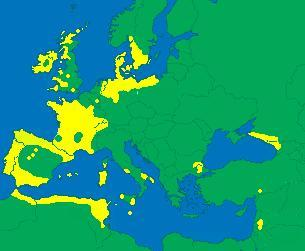
Verspreiding van menhirs in geel aangegeven

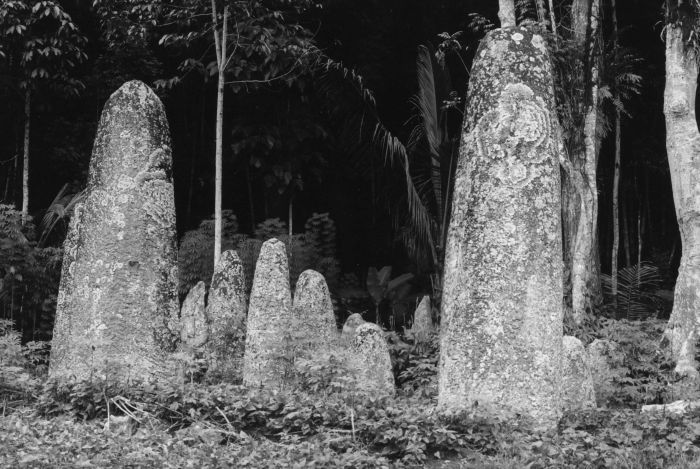
Een groep menhirs op de rante; Wereldmuseum Amsterdam

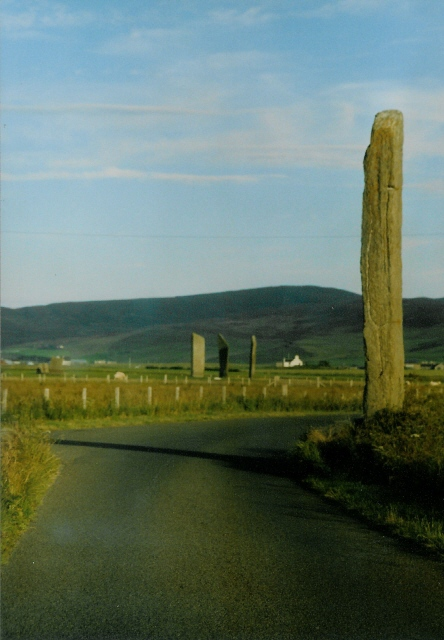
De Watch Stone en de Stones of Stenness

Een menhir is een grote staande steen uit de late steentijd. Zo'n steen is niet altijd enorm groot; vele zijn slechts een meter hoog. De menhirs zijn door prehistorische volken gebruikt voor het maken van formaties van megalieten. Deze formaties kunnen lijnen (steenrij) zijn of kringen (steencirkel). 

## Betekenis
De naam menhir is uit het Bretons afkomstig: maen betekent steen en hir betekent hoog.

## Functie
Waarom de menhirs zijn geplaatst, is niet met zekerheid te zeggen. Menhirs werden behalve in steencirkels ook los in het landschap geplaatst. Losse menhirs zouden als heiligdom zijn gebruikt waar een religie werd beoefend.

## Wéris
Een aantal menhirs is te vinden in de omgeving van het Belgische dorpje Wéris. Hier bevinden zich naast twee dolmens (hunebedden) de volgende menhirs: Menhirs van Oppagne, Menhir Danthine, Menhir van Heyd, Menhir van Ozo en Menhir van Morville. Vroeger hebben er meer menhirs gestaan maar die zijn in de loop der tijd verdwenen.

## Carnac
Carnac (in Bretagne) is zeer bekend om zijn megalieten. Er staan daar een paar duizend op evenwijdige rijen die beëindigd worden door een halve cirkel, ook wel cromlech genaamd.

## Zuid-Corsica
Menhirs komen ook op Corsica voor. Ze zijn enkele jaren geleden op verschillende plaatsen in het zuiden van het eiland opgegraven, onder andere in Filitosa, een gehucht van Sollacaro. Er zijn meer dan vijftig mehirs in Filitosa aangetroffen en meer dan veertig in Rinaghju, in Pagliaghju zijn zelfs ca. 258 aangetroffen. Zie ook de geschiedenis van Corsica.

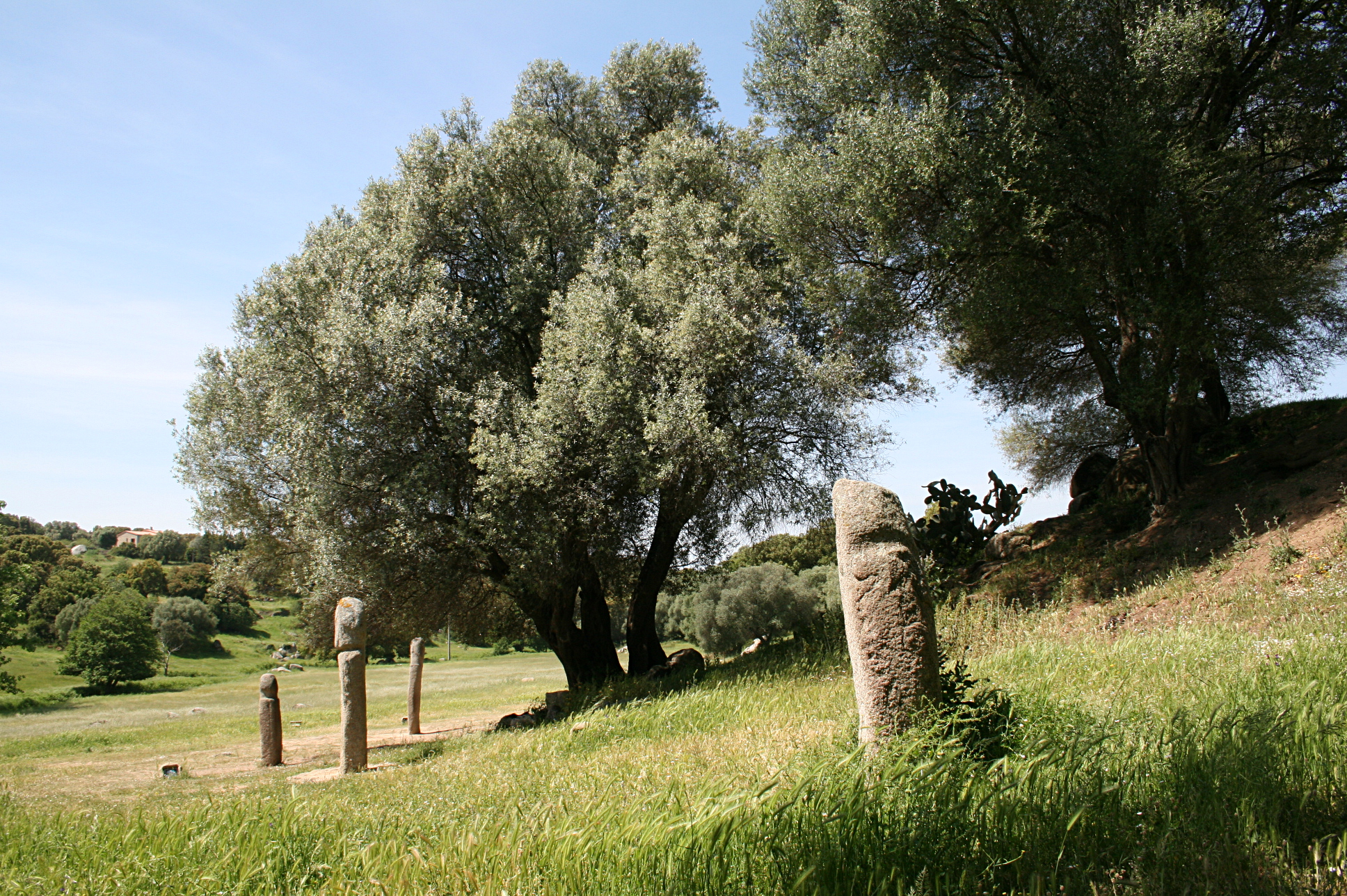
Standbeeld menhirs in Filitosa
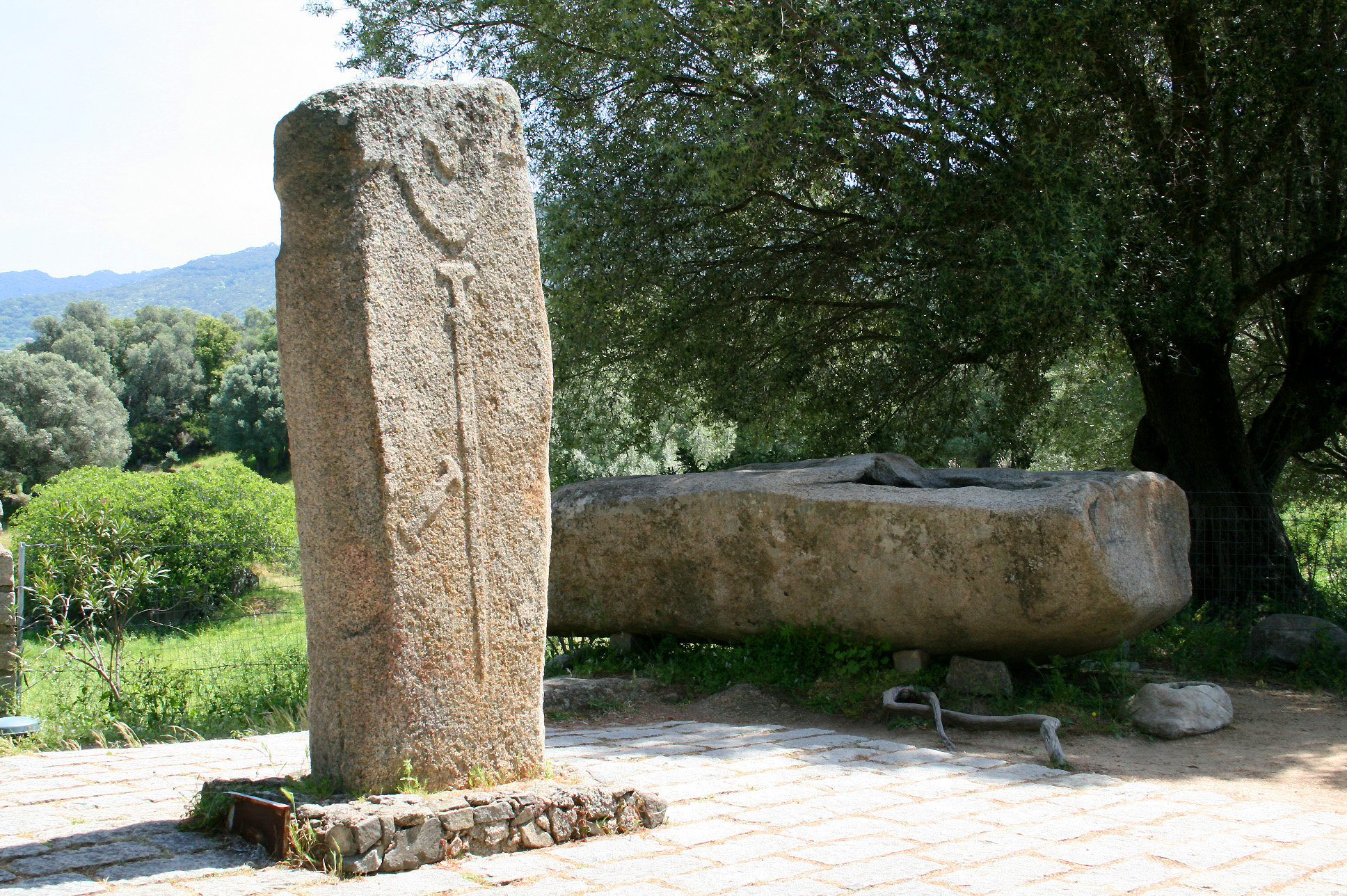
Standbeeld menhir in Filitosa
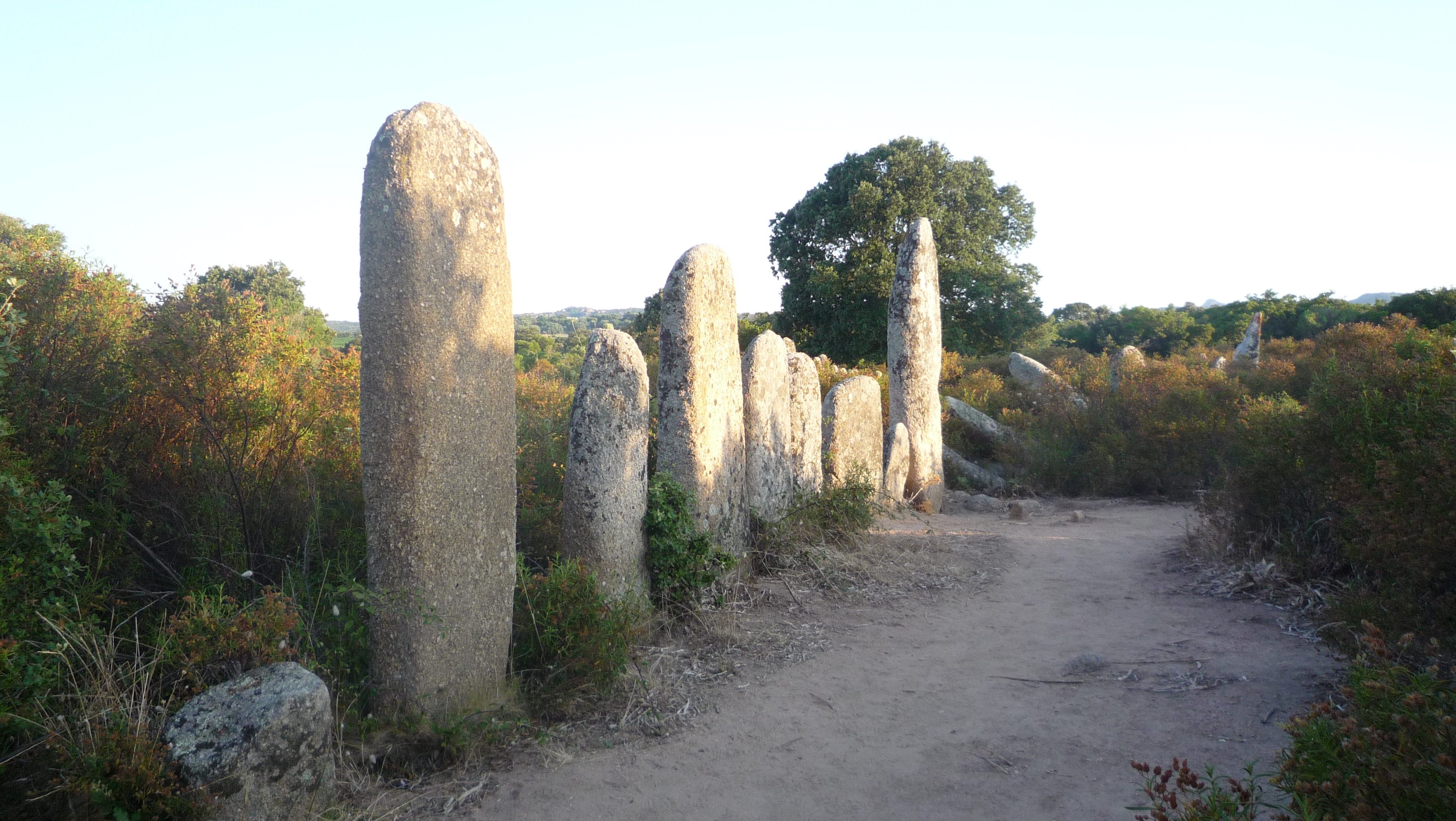
Alignement van menhirs in Pagliajo
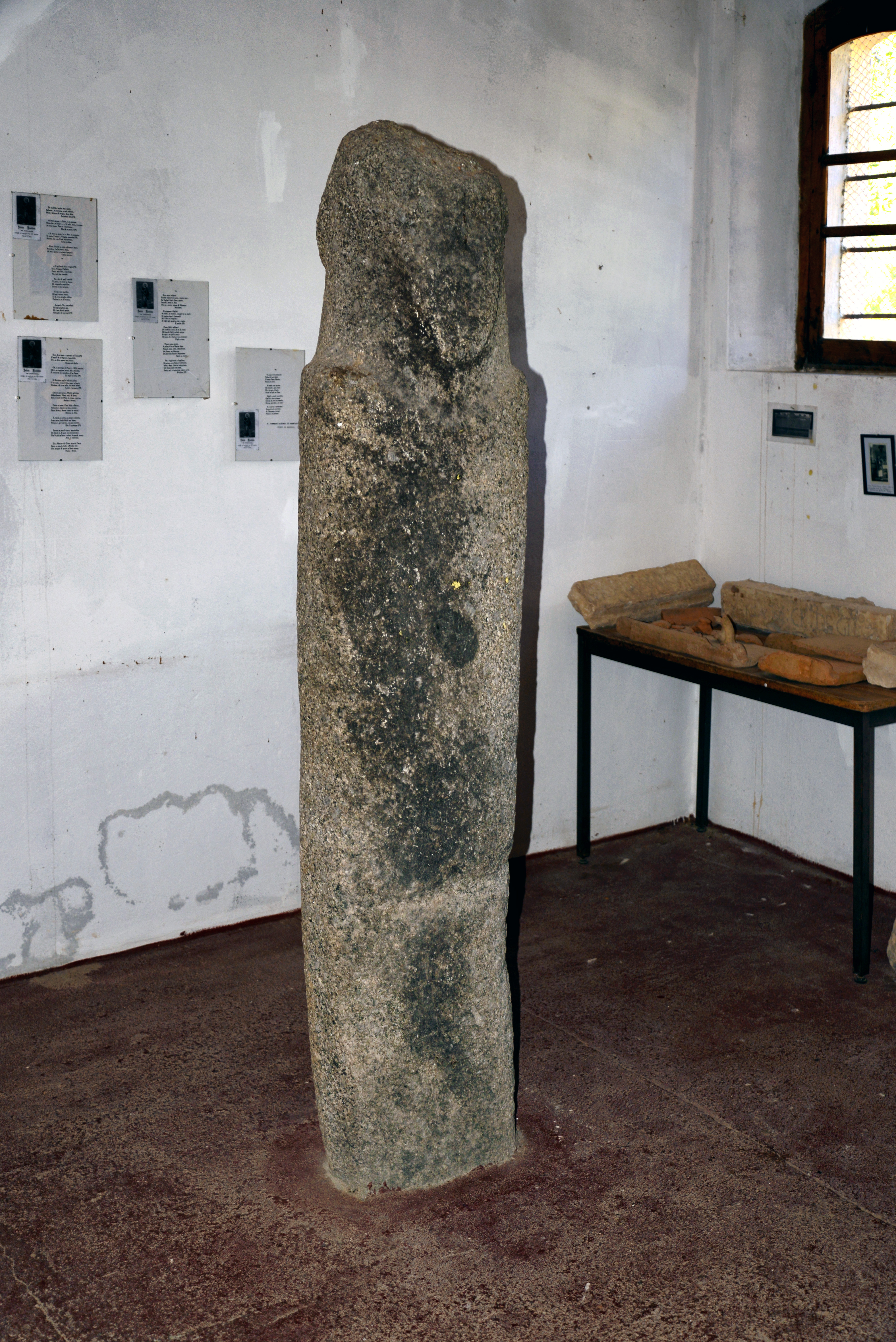
Standbeeld menhir, type "leger", gelegen in de sacristie van de kerk van Santa Restituta
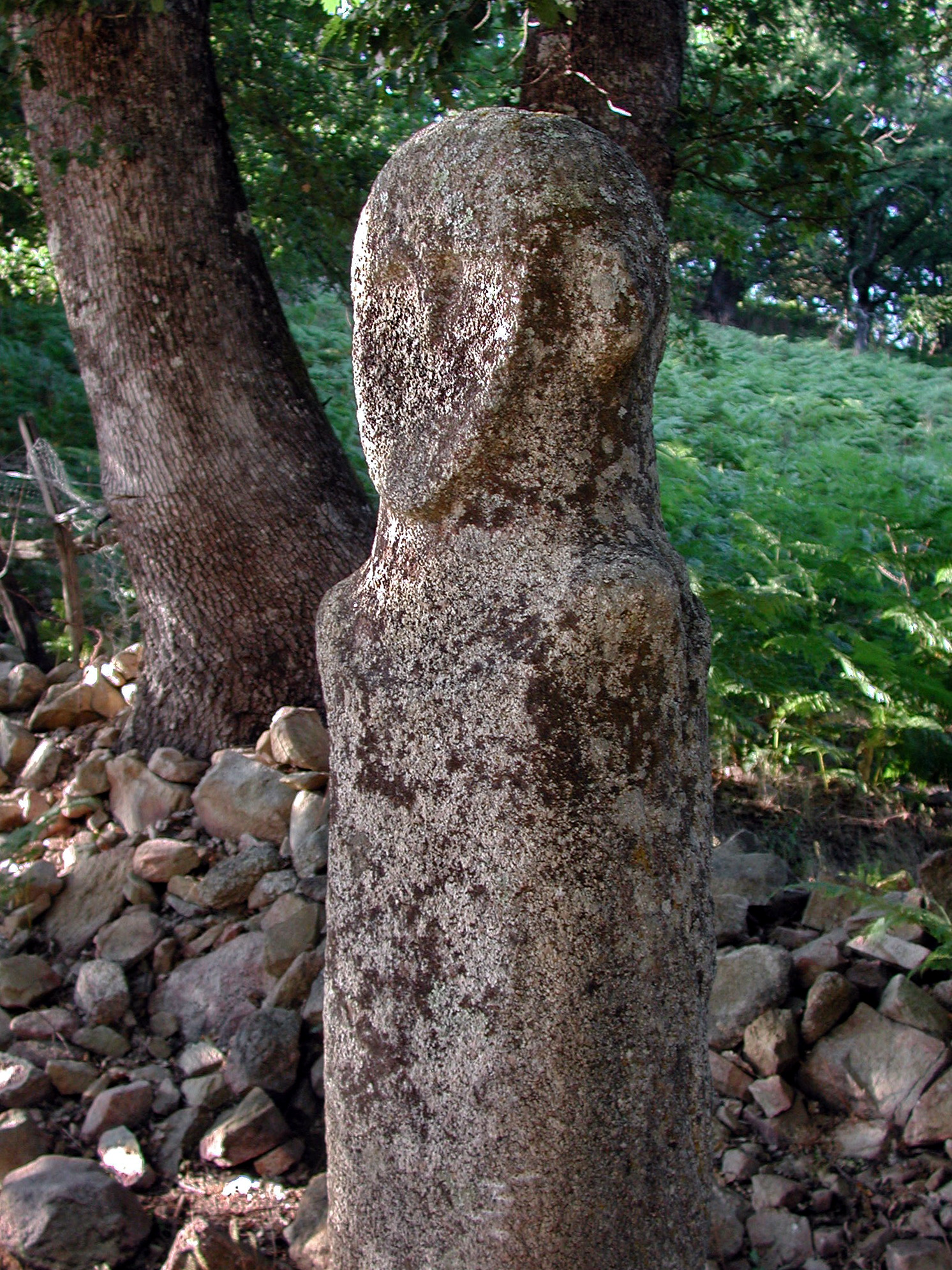
Standbeeld menhir in Tavéra
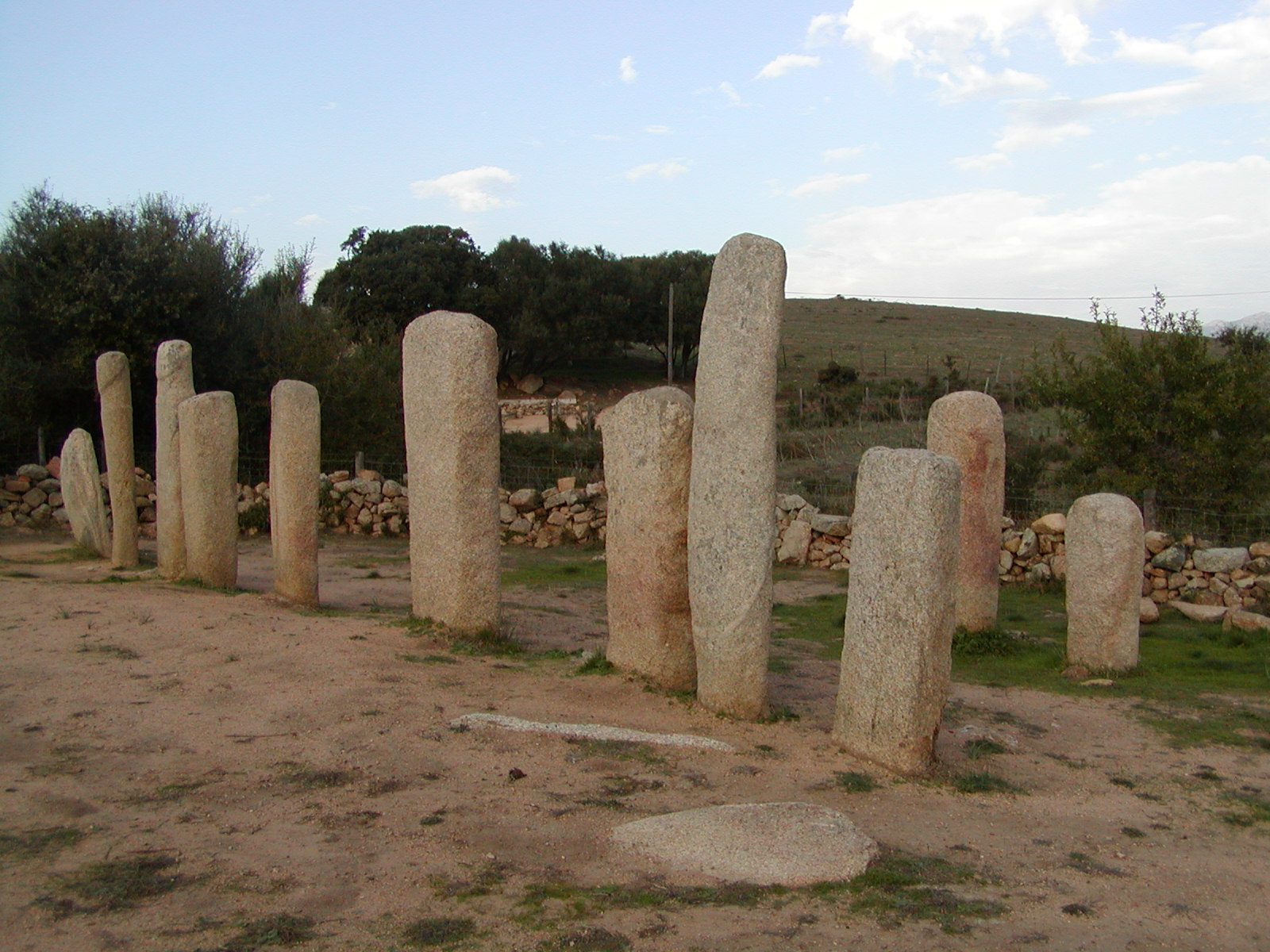
Steenrij van Stantari; voorkant is op het oosten gericht
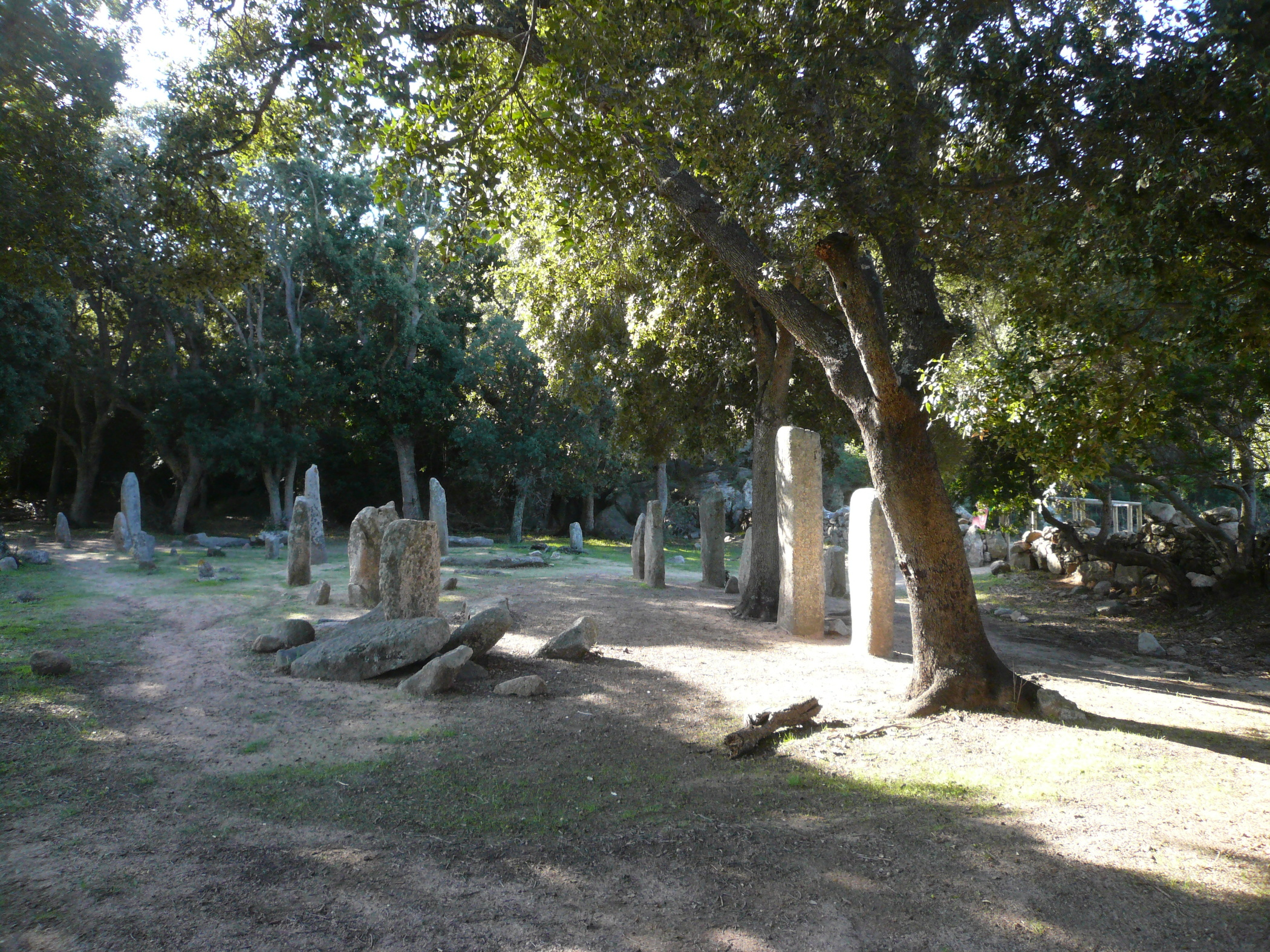
Steenrij van Rinaghju; meer dan 40 menhirs

## Asterix en Obelix
De menhir komt in de populaire cultuur voor in de stripverhalen van Asterix en Obelix. Obelix de steenhouwer wordt vaak afgebeeld terwijl hij een menhir op zijn rug draagt. De makers hebben hier op creatieve wijze verschillende historische periodes gecombineerd: de Galliërs leefden enkele duizenden jaren na de Steentijd.

## Afbeeldingen

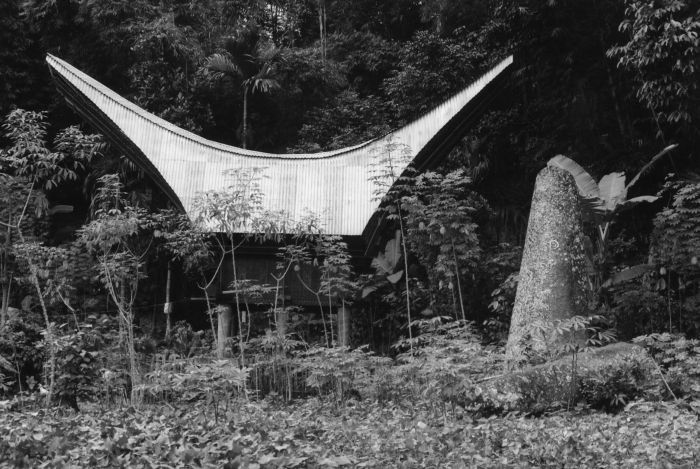
Draagbaar met dak van golfplaat met daarnaast een menhir.
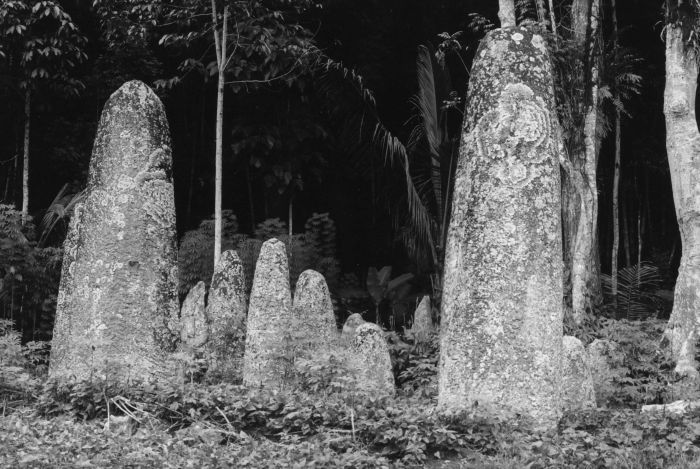
De rante is het terrein waarop het dodenfeest wordt gehouden. Op de rante wordt voor iedere dode een menhir, een simbuang genoemd, opgericht.
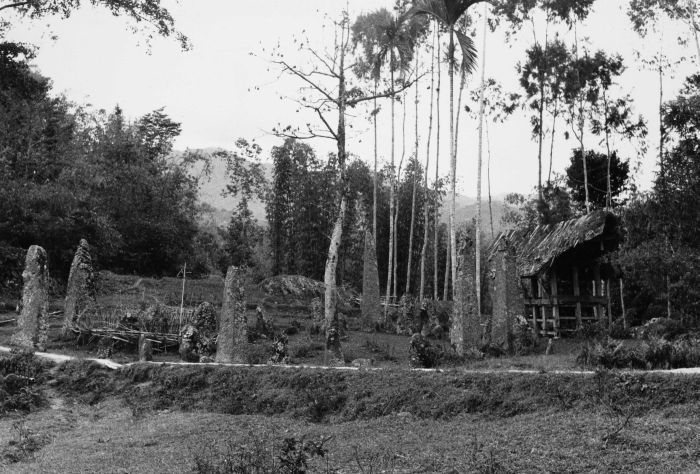
Menhirs op de plek waar tijdens een dodenfeest de karbouwen worden geslacht.
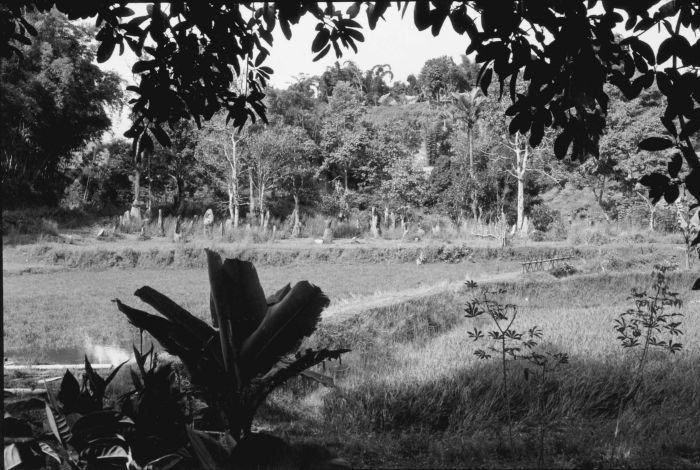
Rante met menhirs waar de laatste begrafenisriten worden uitgevoerd.